# 1978–1979-es csehszlovák labdarúgó-bajnokság (első osztály)
A csehszlovák 1. liga 1978-79-es szezonja volt a bajnokság 53. kiírása. 16 csapat küzdött a bajnoki címért: 8 cseh és 8 szlovák. A bajnok tizedik alkalommal a Dukla Praha lett. A gólkirály Karel Kroupa és Zdeněk Nehoda lett 17-17 góllal.

## Végeredmény
| #  | Csapat                | J  | Gy | D  | V  | Rg | Kg | Gk  | P  | Megjegyzés               |
| -- | --------------------- | -- | -- | -- | -- | -- | -- | --- | -- | ------------------------ |
| 1  | Dukla Praha           | 30 | 18 | 5  | 7  | 65 | 24 | +41 | 41 | Bajnok, 1979–1980-as BEK |
| 2  | Baník Ostrava         | 30 | 16 | 9  | 5  | 44 | 22 | +22 | 41 | 1979–1980-as UEFA-kupa   |
| 3  | Zbrojovka Brno        | 30 | 13 | 9  | 8  | 55 | 32 | +23 | 35 | 1979–1980-as UEFA-kupa   |
| 4  | Bohemians Praha       | 30 | 12 | 8  | 10 | 44 | 41 | +3  | 32 | 1979–1980-as UEFA-kupa   |
| 5  | Sparta Praha          | 30 | 12 | 7  | 11 | 43 | 37 | +6  | 31 |                          |
| 6  | Inter Bratislava      | 30 | 11 | 8  | 11 | 40 | 34 | +6  | 30 |                          |
| 7  | Slavia Praha          | 30 | 12 | 5  | 13 | 40 | 45 | -5  | 29 |                          |
| 8  | Dukla Banská Bystrica | 30 | 10 | 9  | 11 | 42 | 49 | -7  | 29 |                          |
| 9  | ZŤS Košice            | 30 | 12 | 5  | 13 | 42 | 58 | -16 | 29 |                          |
| 10 | Slovan Bratislava     | 30 | 8  | 12 | 10 | 35 | 32 | +3  | 28 |                          |
| 11 | Lokomotíva Košice     | 30 | 11 | 6  | 13 | 47 | 48 | -1  | 28 | 1979–1980-as KEK         |
| 12 | Spartak Trnava        | 30 | 7  | 13 | 10 | 34 | 37 | -3  | 27 |                          |
| 13 | Jednota Trenčín       | 30 | 10 | 6  | 14 | 38 | 45 | -7  | 26 |                          |
| 14 | Škoda Plzeň           | 30 | 9  | 8  | 13 | 27 | 47 | -20 | 26 |                          |
| 15 | Tatran Prešov         | 30 | 7  | 11 | 12 | 24 | 51 | -27 | 25 | Kiesett                  |
| 16 | Sklo Union Teplice    | 30 | 8  | 7  | 15 | 30 | 48 | -18 | 23 | Kiesett                  |

A bajnok Dukla Praha játékosai
Jaroslav Netolička (9/0/5), Karel Stromšík (21/0/11) – Jozef Barmoš (26/1), Jan Berger (15/2), Ivan Bilský (23/3), Jan Fiala (29/0), Miroslav Gajdůšek (29/9), Karel Jarolím (4/1), Tomáš Kříž (7/1), Luděk Macela (28/0), František Mikulička (3/0), Peter Mráz (1/0), Zdeněk Nehoda (25/17), Josef Novák (8/1), Stanislav Pelc (25/9), Oldřich Rott (28/6), Václav Samek (30/1), František Štambachr (28/2), Ladislav Vízek (26/11).
Edző: Jaroslav Vejvoda, segédedző: Jan Brumovský
Az ezüstérmes Baník Ostrava játékosai
Pavel Mačák (9/0/6), Pavol Michalík (19/0/8), František Schmucker (3/0/1) – Milan Albrecht (29/8), Augustín Antalík (29/4), Josef Foks (21/0), Lubomír Gala (4/0), Lubomír Knapp (29/5), Verner Lička (30/11), Jozef Marchevský (10/0), Petr Němec (22/5), Václav Pěcháček (9/0), Libor Radimec (30/1), Zdeněk Rygel (29/1), Lubomír Šrámek (10/0), Zdeněk Šreiner (30/5), Dušan Šrubař (21/2), Rostislav Vojáček (26/3), Petr Zajaroš (6/0).
Edző: Evžen Hadamczik
A bronzérmes Zbrojovka Brno játékosai
Eduard Došek (4/0/1), Josef Hron (27/0/9) – Bohumil Augustin (1/0), Libor Došek (26/2), Jiří Dvořák (2/0), Karel Dvořák (22/2), Jiří Hajský (2/0), Štefan Horný (21/3), Petr Janečka (29/11), Karel Jarůšek (22/7), Jan Kopenec (26/2), Augustin Košař (13/0), Vítězslav Kotásek (23/4), Karel Kroupa (26/17), Petr Marčík (8/1), Josef Mazura (29/0), Josef Pešice (14/4), Jaroslav Petrtýl (26/0), Josef Pospíšil (15/0), Karel Skála (1/0), Jindřich Svoboda (14/1), Rostislav Václavíček (30/0).
Edző: Josef Masopust, segédedző: Viliam Padúch